# Попелівщина
Попелі́вщина — село в Україні, у Чернеччинській сільській громаді Охтирського району Сумської області. Населення становить 80 осіб. До 2017 орган місцевого самоврядування — Чернеччинська сільська рада.

## Географія
Село Попелівщина знаходиться на правому березі річки Ворскла, вище за течією на відстані 1 км лежить село Журавне, нижче за течією на відстані 7 км — село Скелька, на протилежному березі — село Пилівка. Річка в цьому місці звивиста, утворює лимани, стариці та заболочені озера. До села примикає лісовий масив (дуб).

## Історія
12 червня 2020 року, відповідно до розпорядження Кабінету Міністрів України № 723-р «Про визначення адміністративних центрів та затвердження територій територіальних громад Сумської області», село увійшло до складу Черниччинської сільської громади.
19 липня 2020 року, в результаті адміністративно-територіальної реформи та ліквідації Охтирського району(1923-2020), село увійшло до складу новоутвореного Охтирського району.